# Nallar och människor
Nallar och människor är en svensk film från 1989 med regi och manus av Maria Brännström och Christina Björk. I rollerna ses bland andra Börje Ahlstedt, Lisa Lekman och Mårten Larsson.

## Om filmen
Filmen hade premiär den 17 mars 1989 på Filmstaden och Fågel Blå i Stockholm. Filmen mottogs väl av pressen som ansåg att den lämpade sig för såväl vuxna som barn.

## Handling
Efter många år på vinden vaknar Christina Björks nallar till liv och får snart sällskap av andra nallar från andra vindar i närheten. Store-Nalle berättar om nallens historia från den ursprungliga nallen gjord på Steiffs leksaksfabrik i Tyskland 1902 till senare efterföljare.
I iscensatta avsnitt skildras bland andra Christina Björks och Maria Brännströms barndomsminnen de nallar de hade när de var barn, och i en rad dokumentära inslag berättar olika människor om vilken betydelse nallar har haft i deras liv.
Filmarna skildrar även Dag Ahlander, som letar efter sin barndoms nallar för att kunna ge dem till sin dotter. Han besöker London Toy & Model Museums stora nallepicknick och intervjuar sopåkare som tar hand om bortkastade nallar.

## Medverkande
- Börje Ahlstedt – pappa
- Lisa Lekman – Christina som barn
- Mårten Larsson – doktorn
- Lottie Holmqvist – syster
- Jenny Palén – Maria som barn
- Britta Palén – mamma
- Katta Nordenfalk – mamma 1903
- Lasse Andersson – pappa 1903
- Nanna Hagberg	– Nanna
- Pelle Nordenfalk – Per
- Kalle Nordenfalk – Karl

### Fotnoter
1. 1 2 3 4 5  ”Nallar och människor”. Svensk Filmdatabas. http://www.sfi.se/sv/svensk-filmdatabas/Item/?itemid=17200&type=MOVIE&iv=Basic&ref=/templates/SwedishFilmSearchResult.aspx?id%3d1225%26epslanguage%3dsv%26searchword%3dnallar+och+m%C3%A4nniskor%26type%3dMovieTitle%26match%3dBegin%26page%3d1%26prom%3dFalse. Läst 23 maj 2013.